# Kurt Haverbeck
Kurt Haverbeck (22. veljače 1899. – 16. ožujka 1988.) je bivši njemački hokejaš na travi. 
Osvojio je brončano odličje na hokejaškom turniru na Olimpijskim igrama 1928. u Amsterdamu igrajući za Njemačku. Na turniru je odigrao dva susreta. Igrao je u napadu.

## Vanjske poveznice
- Profil na Database Olympics